# Mount Hawkes
Mount Hawkes är ett berg i Antarktis. Det ligger i Västantarktis. Argentina, Chile och Storbritannien gör anspråk på området. Toppen på Mount Hawkes är 1 975 meter över havet.
Terrängen runt Mount Hawkes är kuperad åt sydväst, men åt nordost är den platt. Mount Hawkes är den högsta punkten i trakten. Trakten är obefolkad. Det finns inga samhällen i närheten. 